# Richard-Schirrmann-Weg

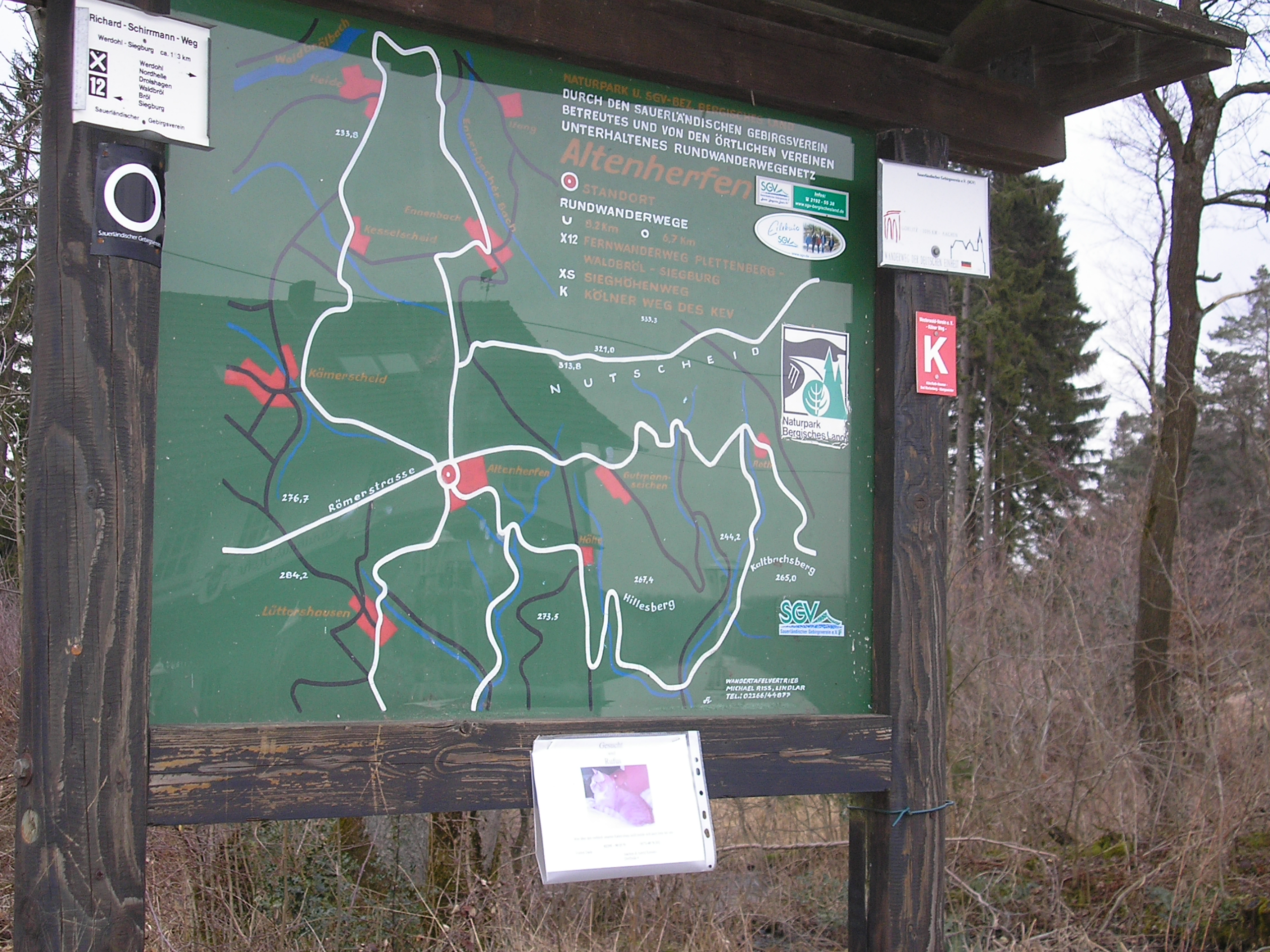
Richard-Schirrmann-Weg in Altenherfen (Windeck)

Der Richard-Schirrmann-Weg ist ein Hauptwanderweg im Vereinsgebiet des Sauerländischen Gebirgsvereins und besitzt wie auch all die anderen Hauptwanderstrecken als Wegzeichen das weiße Andreaskreuz X, an Kreuzungspunkten um die Zahl 12 erweitert.
Richard Schirrmann war ein Mitbegründer des Deutschen Jugendherbergswerkes. In Ostpreußen geboren, unterrichtete er als Lehrer in Gelsenkirchen und wurde später nach Altena versetzt. Die von ihm eingerichtete Jugendherberge in der Burg Altena war die weltweit erste. Hier erinnert auch ein Denkmal an Schirrmann.
Der 121 km lange Weg führt von Werdohl über Herscheid, die Nordhelle, Drolshagen und Waldbröl nach Siegburg, allerdings nicht durch die Stadt des Hauptwirkens von Schirrmann.